# 11751 Davidcarroll
11751 Davidcarroll è un asteroide della fascia principale. Scoperto nel 1999, presenta un'orbita caratterizzata da un semiasse maggiore pari a 2,4203117 au e da un'eccentricità di 0,1051980, inclinata di 2,17052° rispetto all'eclittica.